# Park Rosenhöhe

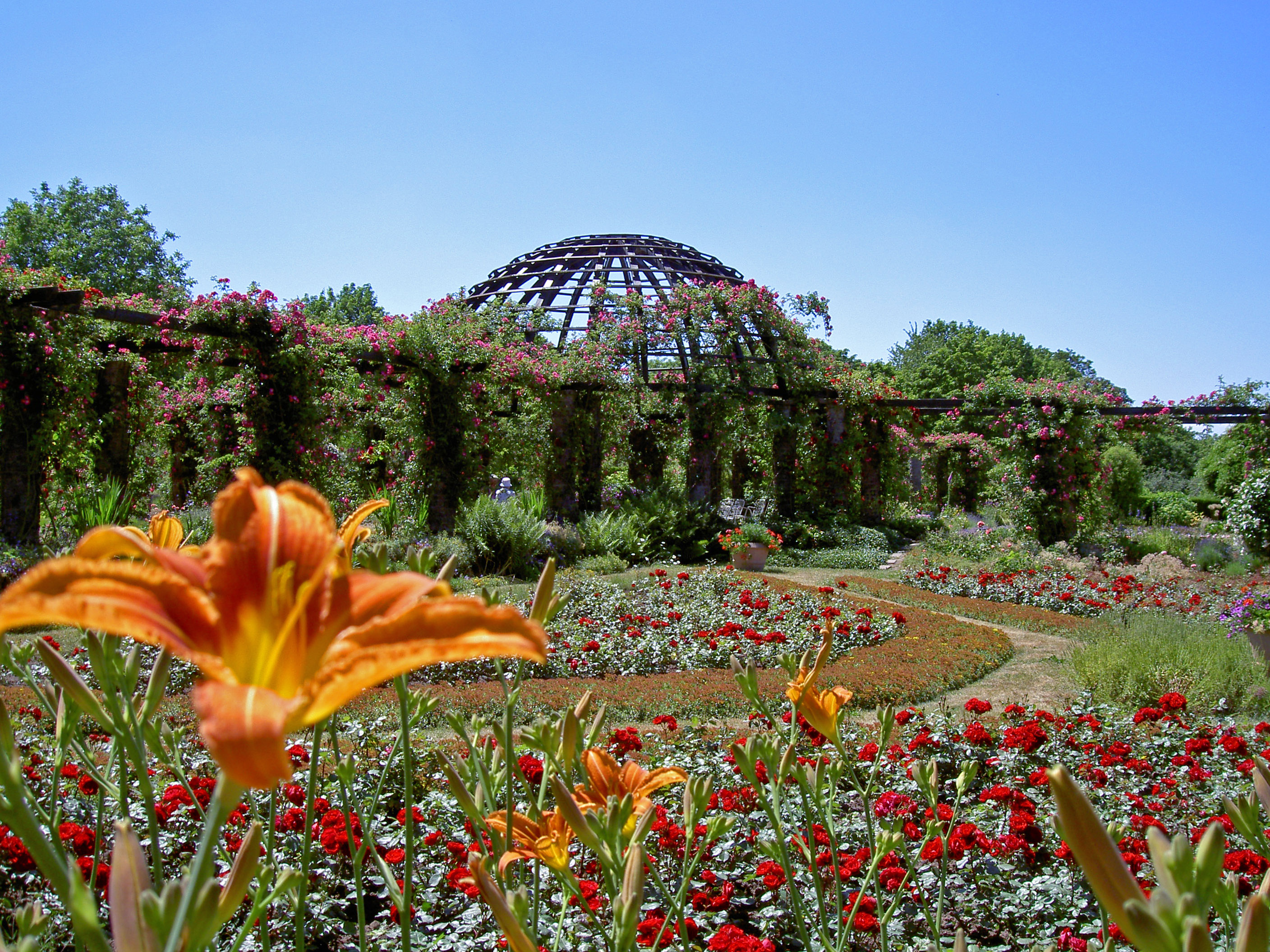
Rosendom im Rosarium

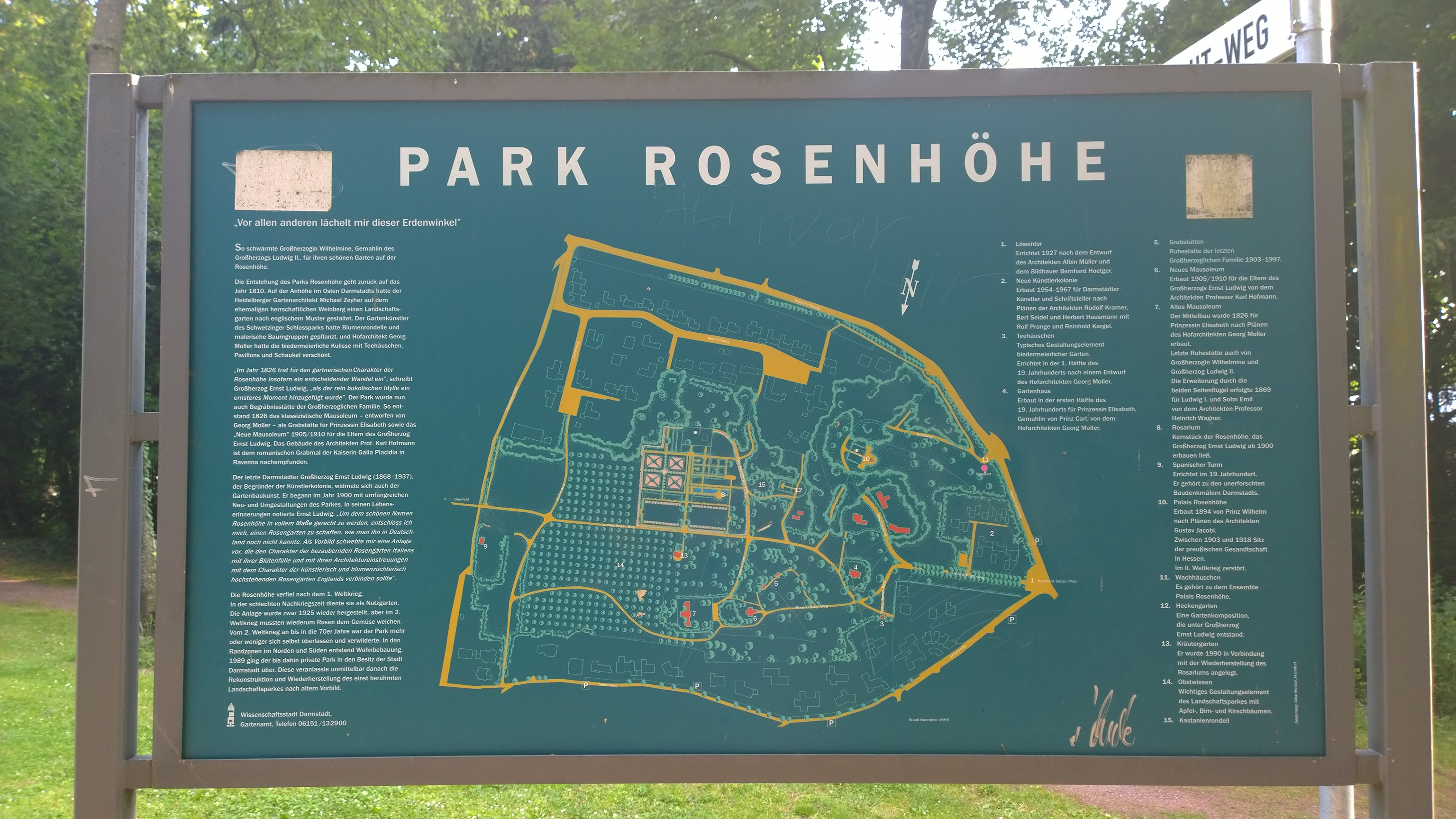
Informationstafel zum Park unterhalb des ehemaligen Palais

Der Park Rosenhöhe ist ein historischer Park auf einem Hügel im Osten Darmstadts. Zu seinen Besonderheiten gehören ein Rosarium mit Rosendom auf der Kuppe des Hügels sowie die Mausoleen und Grabstätten des hessischen Fürstenhauses. Am Rande des Parks befinden sich auch die Gebäude der Neuen Künstlerkolonie Rosenhöhe.
Die Rosenhöhe bildet im Zusammenspiel mit der Mathildenhöhe, den dortigen Jugendstilhäusern und dem Hochzeitsturm ein einzigartiges städtebauliches Ensemble. Der Park dient heute als Naherholungsgebiet und ist auch ein beliebtes Ziel für Rosenfreunde. Neben der Vielzahl von Rosen findet man hier auch weitläufige Wiesen, Obstwiesen, Mammutbäume und andere seltene Baumarten.
Der gesamte Park Rosenhöhe steht unter Denkmalschutz und ist darüber hinaus ein geschütztes Kulturgut nach der Haager Konvention. Der Park Rosenhöhe ist aber nicht Bestandteil der UNESCO-Welterbestätte Mathildenhöhe Darmstadt.

## Geschichte des Parks
Um 1810 ließ Wilhelmine von Baden, die Gemahlin des späteren Großherzogs Ludwig II. (ab 1830), den Park Rosenhöhe als Landschaftsgarten mit teilweise exotischem Baumbewuchs auf dem Gelände eines ehemaligen Weinberges anlegen. Pavillons und Gartenhäuser sowie das heute originalgetreu wiedererrichtete Teehäuschen möblierten den Park zusammen mit einem recht bescheidenen Wohnhaus, das die Großherzogin oft bewohnte.

### Mausoleen
1826 wurde mit dem so genannten Alten Mausoleum dem Park ein „ernstes Element“ hinzugefügt. 1910 entstand das Neue Mausoleum.

### Rosarium
Das jetzige Herzstück des Parks – das Rosarium – wurde vom letzten Großherzog Ernst Ludwig etwa um 1900 angelegt.

### Palais Rosenhöhe

Das ehemalige Palais Rosenhöhe

1894 entstand im südlichen Parkteil nach den Plänen von Gustav Jacobi ein im Stil des Historismus erbautes Palais, das sich der Bruder des Großherzogs Ludwig IV., Prinz Wilhelm, als Wohnsitz errichten ließ. Nach dessen Tod im Jahr 1900 erbte Großherzog Ernst Ludwig das Anwesen, später bezog es die preußische Gesandtschaft im Großherzogtum Hessen. Nach dem Ersten Weltkrieg wurde es in Wohnungen umgewandelt; 1944 brannte es bei einem Luftangriff völlig aus und wurde anschließend vollständig abgetragen. Heute erinnern noch eine Hecke in den Umrissen des Palais, ein Portal mit Wappen und ein Brunnen an dieses Bauwerk.
Der Park Rosenhöhe ging 1979 in den Besitz der Stadt Darmstadt über. Das nach zwei Weltkriegen vernachlässigte Rosarium in Terrassenform und ein kleiner Heckengarten zur Beobachtung der Sonnenuntergänge wurden wiederhergestellt.

### Neue Künstlerkolonie Rosenhöhe
Nach dem Krieg gründete Prinz Ludwig zur Unterstützung von Künstlern den „Verein Neue Künstlerkolonie“. Anfang der 1950er Jahre wurden im Park am Löwentor zunächst zwei Gebäude errichtet, denen Mitte der 1960er Jahre weitere sieben Bungalows und Ateliers nach Plänen von Rolf Prange, Rudolf Kramer, Bert Seidel, Heribert Hausmann und Reinhold Kargel folgten. Die Stiftung wurde zwar 1973 aufgelöst, der Betrieb aber durch die Stadt bis heute fortgeführt. Dort wohnen bzw. wohnten unter anderem die Schriftsteller Katja Behrens, Kasimir Edschmid, Heinrich Schirmbeck, Frank Thiess, Gabriele Wohmann, die Regisseure und Theaterleiter Gerhard Friedrich Hering, Gustav Rudolf Sellner, der Lyriker Karl Krolow, der Kunsthistoriker Hans Maria Wingler, der Komponist Hans Ulrich Engelmann und der Bildhauer Wilhelm Loth.

## Grabstätten des Hauses Hessen
Im Park befinden sich mehrere Begräbnisstätten der großherzoglichen Familie, deren Mitglieder im Alten Mausoleum, im Neuen Mausoleum sowie einer Reihe von Erdgräbern beigesetzt sind.

## Löwentor

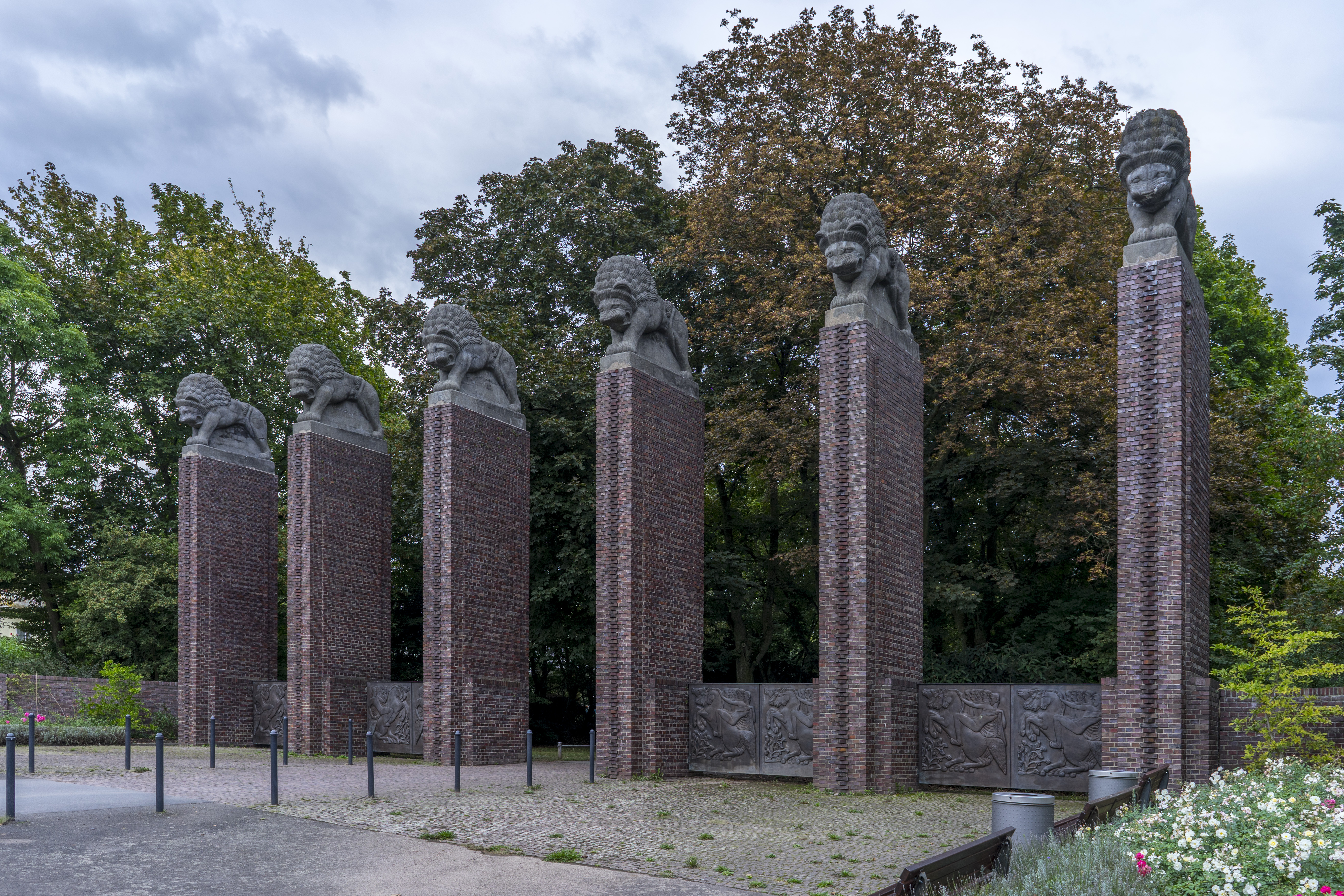
Eingang Löwentor

Das Löwentor bildet den Eingang zur Rosenhöhe. Großherzog Ernst Ludwig ließ es zum 25. Jubiläum der Künstlerkolonie 1927 errichten. Es besteht aus sechs von Albin Müller entworfenen Klinkerpfeilern, auf denen sechs bereits 1914 von Bernhard Hoetger geschaffene Löwenplastiken postiert wurden. Die Tore zwischen den Pfeilern sind mit Relieftafeln geschmückt, die der Darmstädter Künstler Hermann Tomada 1967 als Replikate von Hoetgers Originalen angefertigt hat.
Das Löwentor geht auf das Hauptportal der 4. Ausstellung der Darmstädter Künstlerkolonie 1914 auf der
Mathildenhöhe zurück, bei dem die Löwenskulpturen aus Gussbeton auf sechs aus Kunststein gefertigten Doppelsäulen mit ionischen Kapitellen standen. Nach Ausstellungsende wurde das Hauptportal demontiert und eingelagert. Die ebenfalls von Albin Müller entworfenen Säulen-Paare wurden 1939 im Eingangsbereich des Hochschulstadions neu aufgestellt.
Im Volksmund werden die Löwenskulpturen „niesende Igel“ genannt.

## Rosarium
Ein weiterer Bestandteil ist das auf dem höchsten Punkt der Rosenhöhe zu findende, terrassenförmig angelegte Rosarium mit dem Rosendom. Im Rosarium und dem umgebenden Park blühen von Juni bis November über 200 verschiedene Rosensorten. Das Sortiment umfasst fast alle einheimischen Sorten sowie einige Wildrosen aus dem europäischen Raum.

## Spanischer Turm
Der Spanische Turm ist ein turmartiges Gebäude am Nordostrand des Parks. Bis heute konnte nicht geklärt werden, welchen Sinn und Zweck der alte Turm hatte. Auch das Erbauungsjahr, Auftraggeber und Architekt sind unbekannt. Woher der Turm seinen Namen hat, ist ebenfalls ungeklärt.
Die beiden kleinen Nebentrakte wurden im Jahr 1891 angebaut.
In den 1930er- und 1940er-Jahren wohnte in dem Anwesen ein Baumwärter. Lange stand das Anwesen leer, heute befindet sich hier das Büro des Kunstareals Skulpturengarten Spanischer Turm. Dieses wurde durch die 2018 gegründete BS Kulturstiftung, eine private Initiative, die Kunst- und Kulturprojekte in Darmstadt unterstützt, gefördert. Der Turm wurde denkmalgerecht restauriert, und auf dem umliegenden, etwa 6000 m² großen Areal, befindet sich jetzt ein öffentlich zugänglicher Skulpturengarten.

## Galerie

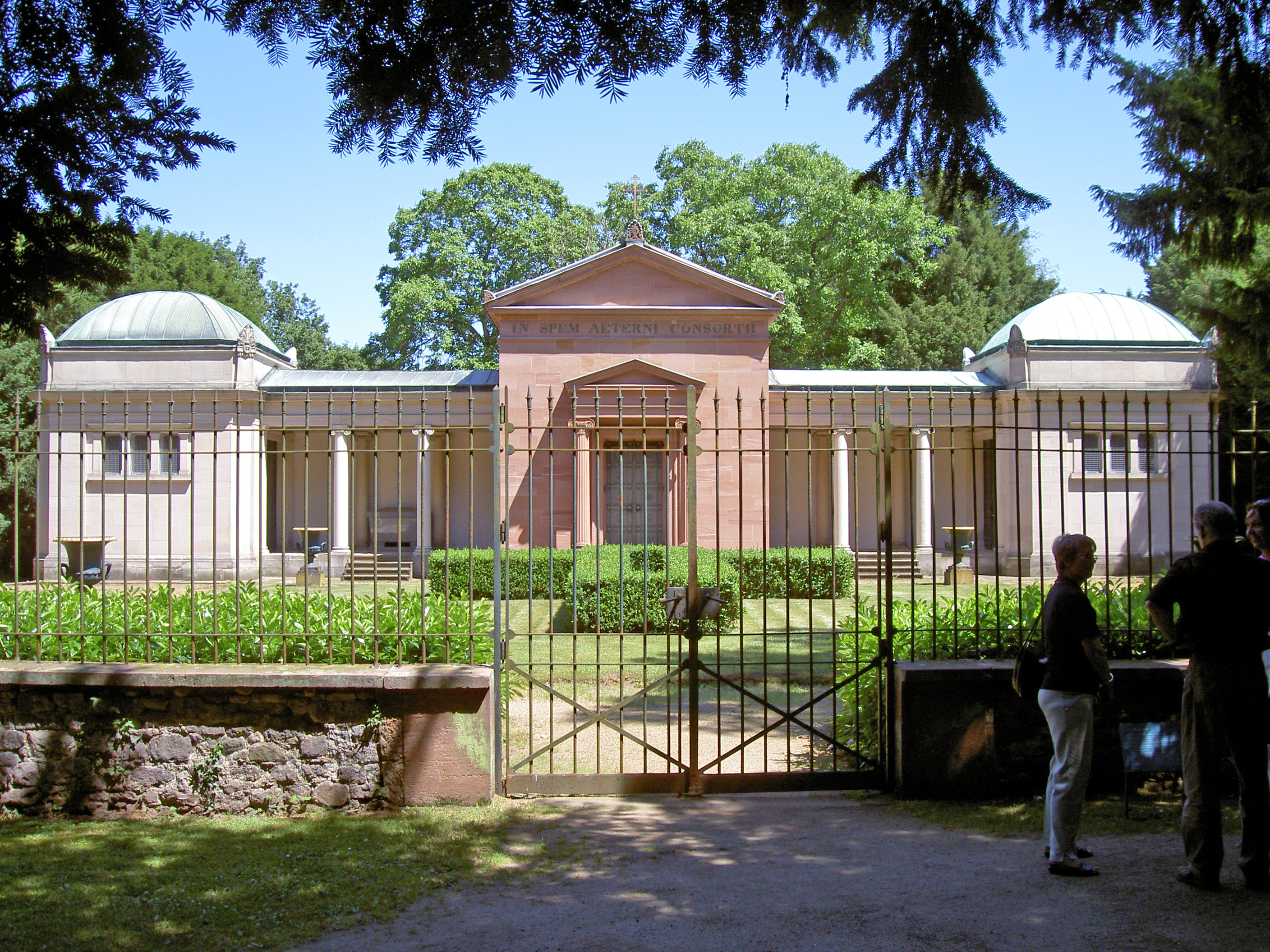
Altes Mausoleum
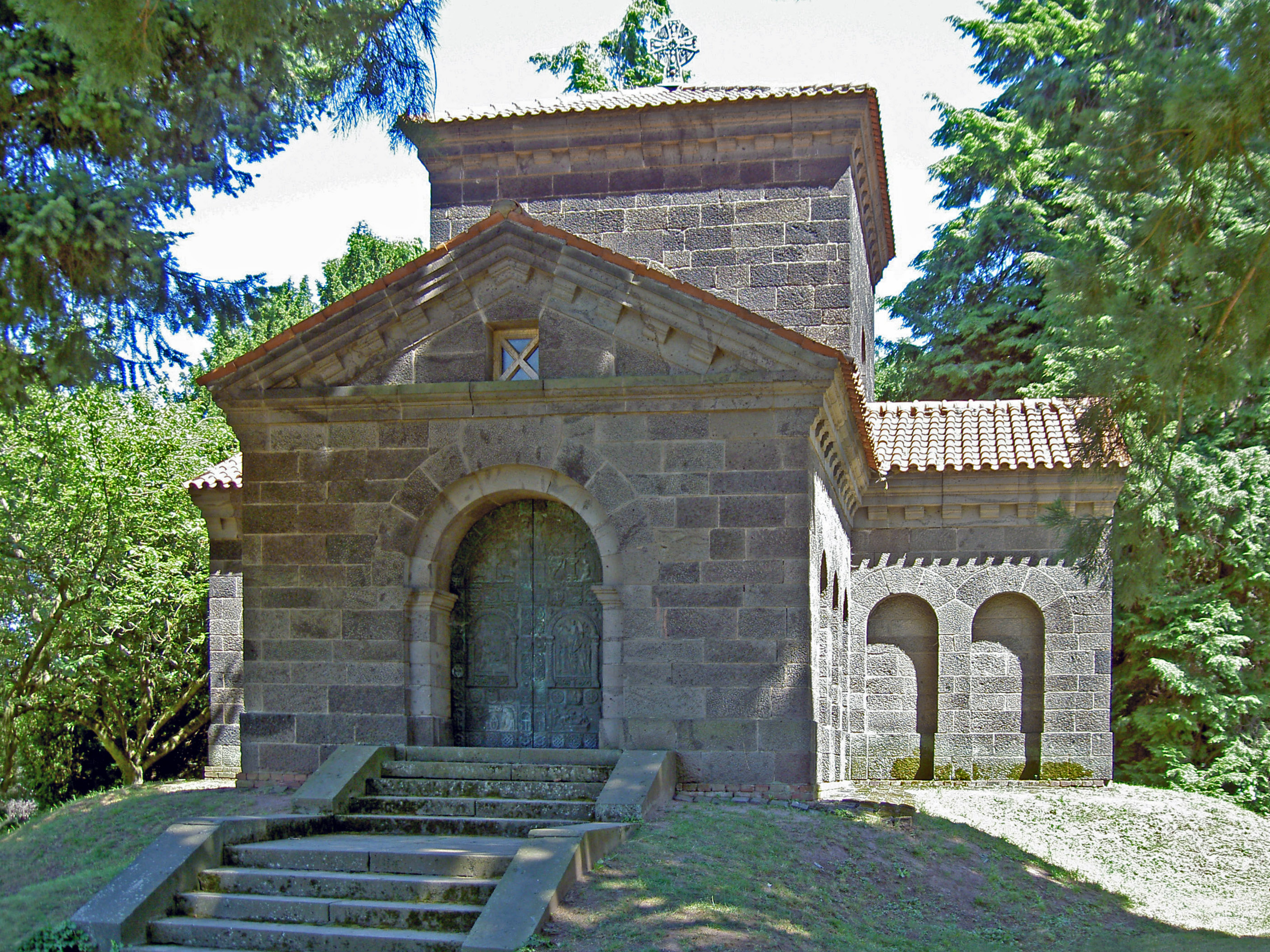
Neues Mausoleum
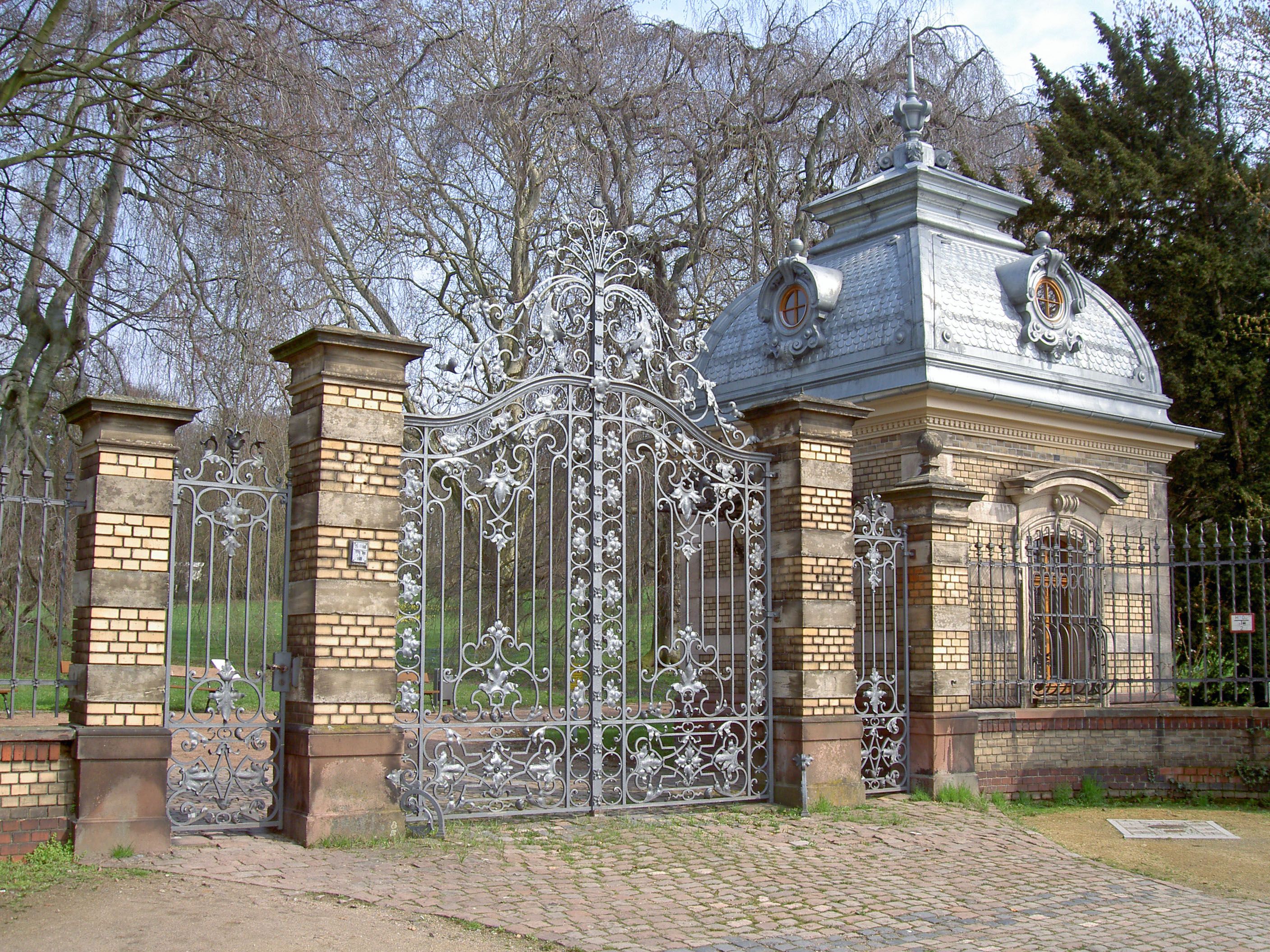
Pförtner- oder Wachhäuschen am Ostbahnhof
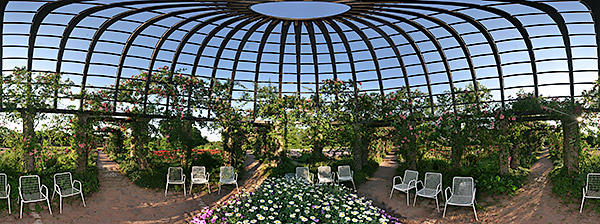
Innenansicht des Rosendoms
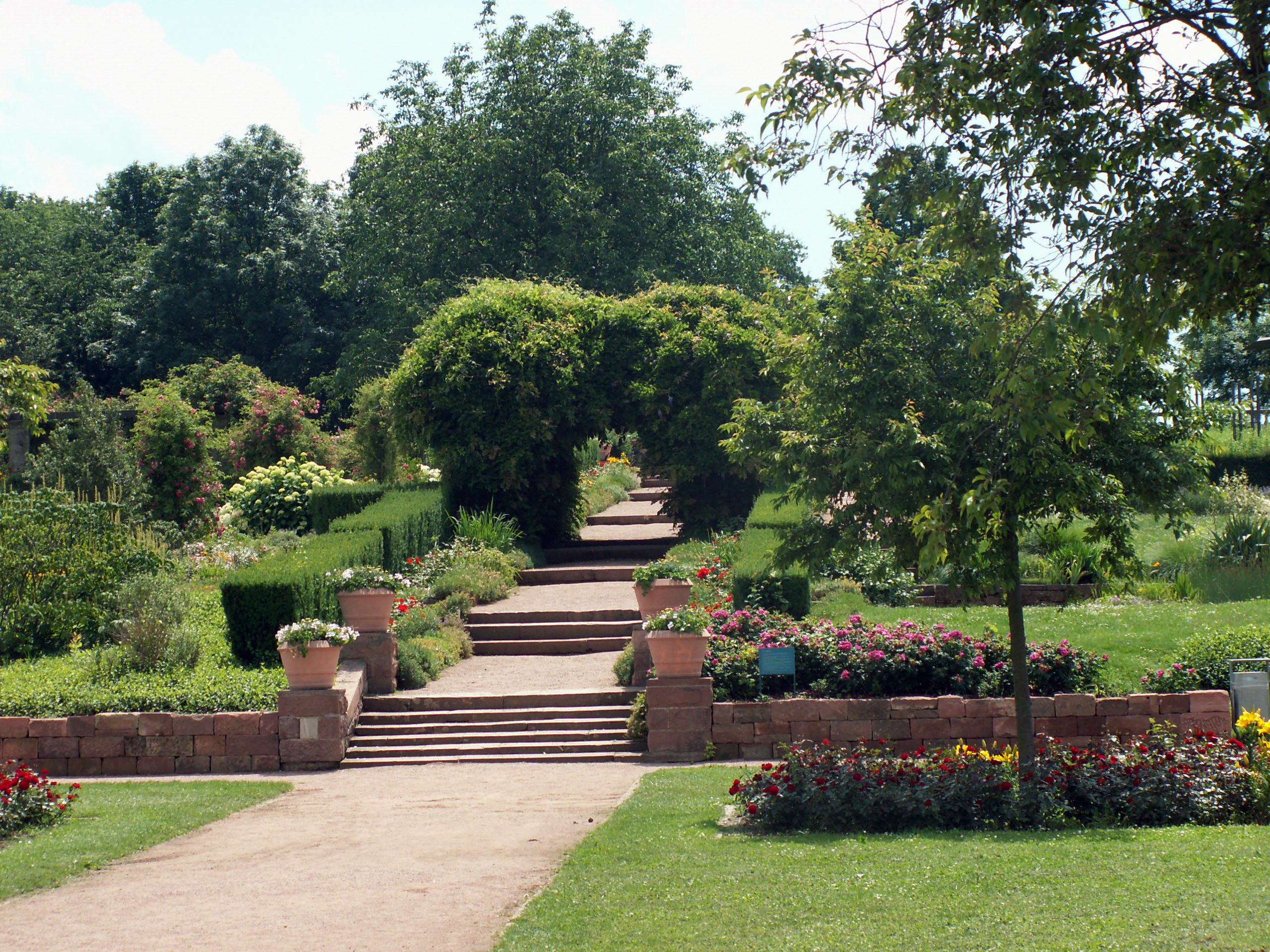
Rosenhöhe im Sommer
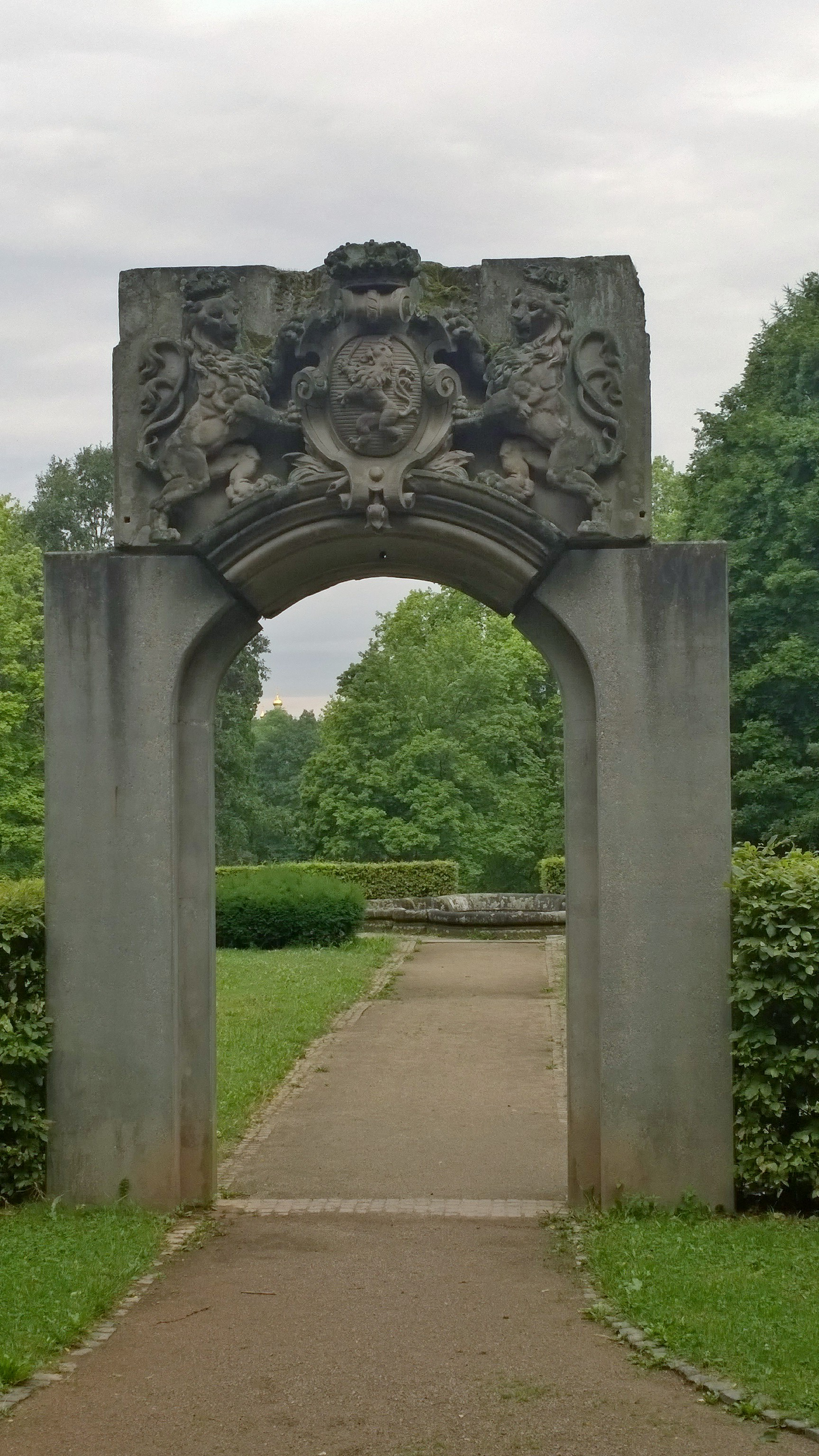
Wappen vom Eingangsportal des ehemaligen Palais Rosenhöhe
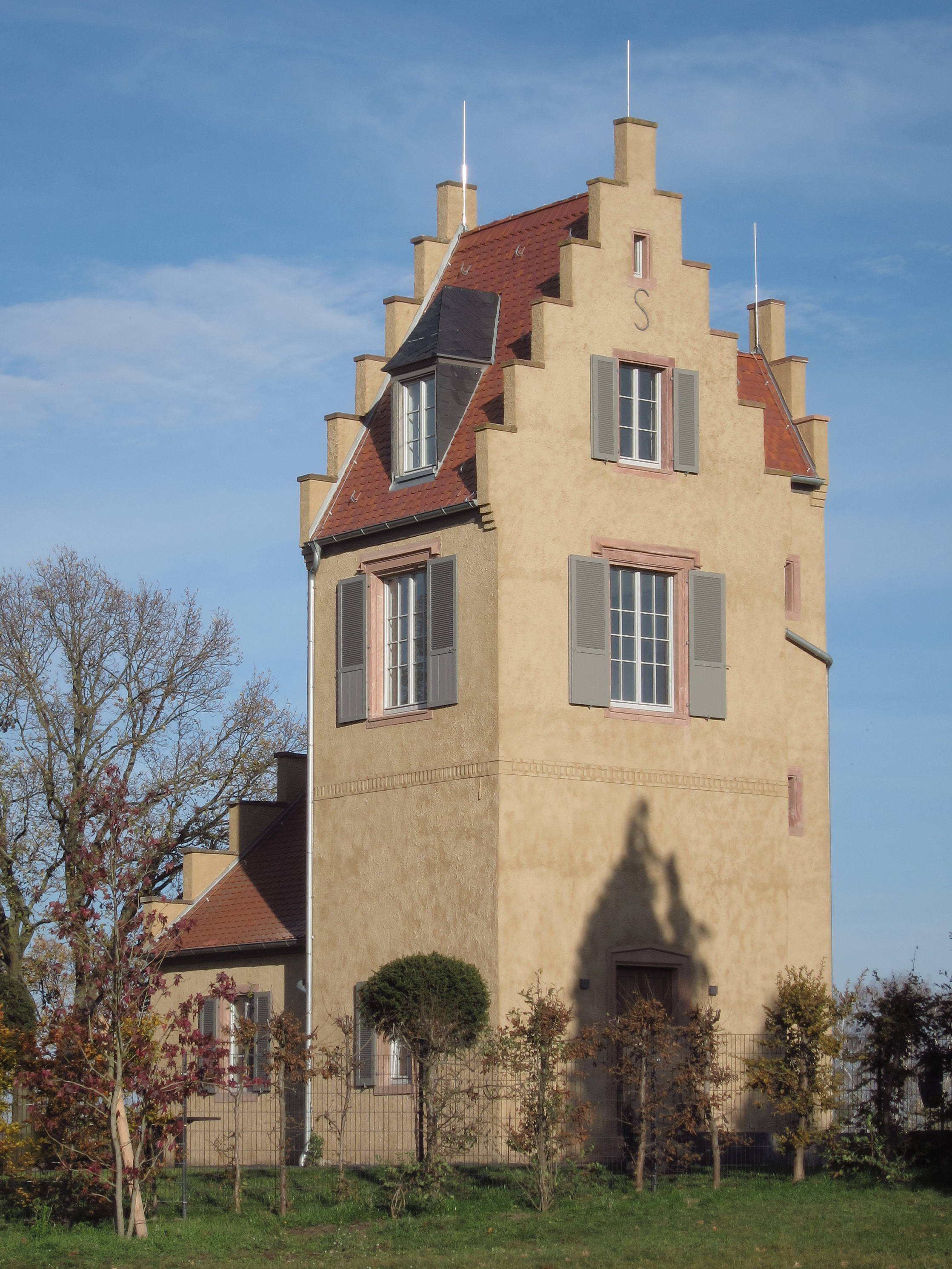
Spanischer Turm nach der Renovierung

## Zitate
- „Vor allen andren lächelt mir dieser Erdenwinkel.“ – Großherzogin Wilhelmine[8]
- „Um dem schönen Namen Rosenhöhe in vollem Maße gerecht zu werden, entschloß ich mich, einen Rosengarten zu schaffen, wie man ihn in Deutschland noch nicht kannte. Als Vorbild schwebte mir eine Anlage vor, die den Charakter der bezaubernden Rosengärten Italiens mit ihrer Blütenfülle und mit ihren Architektureinstreuungen mit dem Charakter der künstlerisch und blumenzüchterisch hochstehenden Rosengärten Englands verbinden sollte.“ – Großherzog Ernst Ludwig[9]

## Belege
1. ↑  Der Förderverein Park Rosenhöhe, Absatz „Zweck des Vereins“ auf der Website des Fördervereins Park Rosenhöhe e. V., Darmstadt
2. ↑  Foto des blau-weißen Schutzzeichens am Tor im Park, auf commons.wikimedia.org
3. ↑  http://www.darmstadt.de/darmstadt-erleben/sehenswuerdigkeiten/parks-und-gaerten/park-rosenhoehe/index.htm
4. ↑  http://www.park-rosenhoehe.info/Park_Kunst.html
5. ↑  Darmstädter Echo, Donnerstag, 7. November 2019, S. 12.
6. ↑  Stadtlexikon Darmstadt, Konrad Theiss Verlag GmbH, Stuttgart, 2006, S. 832f.
7. ↑  Skulpturengarten Spanischer Turm | Rosenhöhe | Darmstadt. Abgerufen am 27. März 2024.
8. ↑  Park Rosenhöhe. Stadt Darmstadt, abgerufen am 10. September 2011.
9. ↑  Manfred Knodt: Ernst Ludwig: Grossherzog von Hessen u. bei Rhein : sein Leben u. seine Zeit. Schlapp, Darmstadt 1978, ISBN 978-3-87704-006-5, S. 326.

Koordinaten: 49° 52′ 33″ N, 8° 40′ 46″ O